# Delmiro Gouveia (ort)
Delmiro Gouveia är en ort i Brasilien.   Den ligger i kommunen Delmiro Gouveia och delstaten Alagoas, i den östra delen av landet, 1 300 km nordost om huvudstaden Brasília. Delmiro Gouveia ligger 246 meter över havet och antalet invånare är 35 259.
Terrängen runt Delmiro Gouveia är platt.Delmiro Gouveia är det största samhället i trakten.
Omgivningarna runt Delmiro Gouveia är huvudsakligen savann. Runt Delmiro Gouveia är det ganska tätbefolkat, med 72 invånare per kvadratkilometer.